# رخصة القيادة في إيطاليا

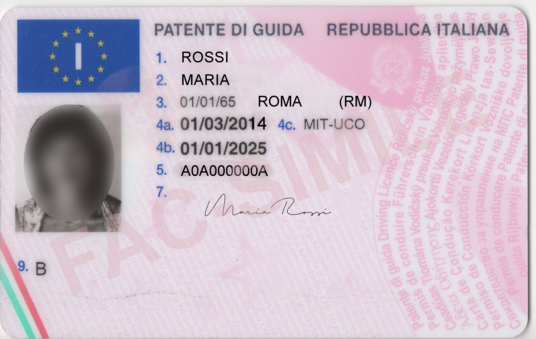
رخصة قيادة إيطالية

رخصة القيادة في إيطاليا (بالإيطالية: patente di guida italiana)‏ هي وثيقة رسمية تقدمها الجمهورية الإيطالية وتخول لمالكها قيادة العربات ذات المحركات في الطرق العامة.

## شروط الحصول على رخصة في إيطاليا
للحصول على رخصة قيادة سيارات في إيطاليا، يجب أن يتجاوز عمر الشخص 18 سنة، وأن يكون في حالة فيزيائية مناسبة ( هذا يتضمن شهادة طبية لسلامة العين والعقل, والحالة البدنية ). يجب بعدها أن يجتاز اختبارا نظريا، ثم اختبارا تطبيقيا بعد 5 أشهر من الاختبار النظري على الأكثر.

## تاريخ
أقدم رخصة قيادة إيطالية منحت لرجل كانت سنة 1901، بينما أقدم رخصة منحت لامرأة كانت سنة 1907.